# Ortensio Pierantozzi
Ortensio Pierantozzi (Tolfa, 23 aprile 1892 – 6 maggio 1980) è stato un politico italiano, eletto nella I legislatura della Repubblica Italiana alla Camera nelle file della Democrazia Cristiana.

## Biografia
Nacque in una famiglia benestante di Tolfa. Laureatosi in lettere fu docente, e successivamente preside, di istituti secondari superiori e ispettore per il Ministero della pubblica istruzione. Antifascista riconosciuto nella sua città, venne perseguitato dalla polizia politica. 
Alla firma dell'Armistizio organizzò il primo nucleo del Comitato di Liberazione Nazionale e della Democrazia Cristiana. Eletto al Parlamento nel 1948, al termine della legislatura nel 1953 proseguì l'attività politica a livello locale. Nel 1964 ricoprì il ruolo di consigliere comunale della città di Civitavecchia.
Morì nel maggio 1980, due settimane dopo aver compiuto 88 anni.